# Kainama
 (mai 2014).
Kainama est une localité de la République démocratique du Congo située dans le territoire de Beni, province du Nord-Kivu, dans la chefferie de Beni-Mbau.